# 米洛斯拉夫·梅奇日
米洛斯拉夫·梅奇日（Miloslav Mečíř，1964年5月19日—）是一位捷克斯洛伐克職業網球運動員，ATP單打世界排名最高第4（1988年2月22日）。
他曾獲得1988年夏季奧林匹克運動會男子單打金牌。
他的兒子JR·米洛斯拉夫·梅奇日也是一位網球運動員。

## 大滿貫

### 男單亞軍（2）
| 年份 | 比賽 | 場地 | 決賽對手 | 對手國籍     | 勝方比分      |
| ---- | ---- | ---- | -------- | ------------ | ------------- |
| 1986 | 美網 | 硬地 |          | 捷克斯洛伐克 | 4–6、2–6、0–6 |
| 1989 | 澳网 | 硬地 |          | 捷克斯洛伐克 | 2–6、2–6、2–6 |

## 奧運會

### 男單冠軍（1）
| 年份 | 比賽       | 場地 | 決賽對手 | 對手國籍 | 勝方比分           |
| ---- | ---------- | ---- | -------- | -------- | ------------------ |
| 1988 | 漢城奧運會 | 硬地 | 馬約特   | 美國     | 3–6、6–2、6–4、6–2 |

## ATP巡迴賽

### 男單冠軍 (11)
- 1985年(2) - 鹿特丹、漢堡A
- 1986年(1) - 基茨比厄爾（傑內拉利公開賽）
- 1987年(6) - 奧克蘭、悉尼、邁阿密大師賽A、達拉斯WCT（WCT總决賽)、史特加、荷蘭希爾弗瑟姆
- 1988年(1) - 漢城奧運會
- 1989年(1) - 印第安泉A

A - 超九大獎賽（共3項冠軍）

### 男單亞軍 (13)
- 1983年(1) - 阿德雷德
- 1984年(2) - 巴勒莫、科隆
- 1985年(2) - 費城B、羅馬B
- 1986年(2) - 美網、漢堡B
- 1987年(3) - 米蘭、漢堡B、基茨比厄爾（傑內拉利公開賽）
- 1988年(2) - 鹿特丹、奧蘭多（杜拜經典賽）
- 1989年(1) - 澳網

B - 超九大獎賽（共4項亞軍）

## 外部連結
- 米洛斯拉夫·梅奇日（英文/西班牙文）的官方資料
- 米洛斯拉夫·梅奇日的國際網球總會 職業／青少年 官方資料（英文）
- 米洛斯拉夫·梅奇日的官方資料（英文）